# Ornithogalum hallii
Ornithogalum hallii är en sparrisväxtart som beskrevs av Anna Amelia Obermeyer. Ornithogalum hallii ingår i släktet stjärnlökar, och familjen sparrisväxter. Inga underarter finns listade i Catalogue of Life.